# 808 Merxia
808 Merxia је астероид главног астероидног појаса. Приближан пречник астероида је 32,49 ,
а средња удаљеност астероида од Сунца износи 2,745 астрономских јединица (АЈ).
Инклинација (нагиб) орбите у односу на раван еклиптике је 4,718 степени, а орбитални период износи 1661,250 дана (4,548 године). Ексцентрицитет орбите астероида износи 0,129.
Апсолутна магнитуда астероида износи 9,70 а геометријски албедо 0,220.
Астероид је откривен 11. октобра 1901. године.